# ماریت مالم فرافیورد
ماریت مالم فرافیورد (نروژی: Marit Malm Frafjord؛ زادهٔ ۲۵ نوامبر ۱۹۸۵) بازیکن هندبال اهل نروژ است.